# Araneus klaptoczi
Espèce
Araneus klaptoczi est une espèce d'araignées aranéomorphes de la famille des Araneidae.

## Distribution
Cette espèce est endémique de Libye.

## Description
Le mâle holotype mesure 5 mm.

## Étymologie
Cette espèce est nommée en l'honneur de Bruno Klaptocz.

## Publication originale
- Simon, 1908 : Étude sur les arachnides recueillis par M. le Dr Klaptocz en Tripolitaine. Zoologische Jahrbücher, Abteilung für Systematik, vol. 26, p. 419-438 (texte intégral).